# マルクール原子力地区
マルクール原子力地区（マルクールげんしりょくちく、フランス語: site nucléaire de Marcoule）とは、フランス南東部、ガール県バニョール＝シュル＝セーズおよびシュスクランからコドレ付近の、核施設が集中する地区である。
施設はローヌ川沿いにあり、アヴィニョンから上流30km、モンテリマールから下流65km、ニームから北東45kmにて交差する地点に位置し、周辺はワイン用のブドウ農園が広がっている。
マルクール地区の核施設は、フランス原子力庁の関連企業体である持株会社アレヴァの下で運営されている。

## 歴史
マルクール地区は原子爆弾製造に必要とされた研究施設として設立された。CEAマルクールでUNGG炉を完成させる。
- 発電用炉第1号機 G-1（5,000kW、1956年1月7日から1968年10月15日まで稼働）
- プルトニウム抽出工場（UP1、1955年6月から建設開始、1958年1月から1997年まで稼働）
- 発電用炉第2号機 G-2（1956年7月21日から1980年2月2日まで稼働）
- 発電用炉第3号機 G-3（1959年6月8日から1984年6月20日まで稼働）
- セレスティンI炉（1967年5月15日から稼働）でトリチウムを生産。

## 稼働中の施設
現在のマルクール地区では多くの核事業を行っている。各種事業はコジェマの下で、MOX燃料の生産、放射性廃棄物の管理、使用済み核燃料の保管およびその他を行っている。
- フェニックス：高速増殖炉実験用原子炉
- アタラント（Atalante）:高レベル放射性廃棄物の管理に関する研究所。
- Melox（fr:Melox）：MOX燃料の製造工場。
- セントラコ（fr:Centraco）：放射性廃棄物の処理・調整センター

## 軍事活動
1967年と1968年に、マルクール地区の2基の発電用炉およびセレスティンI炉の稼働が開始された。アレヴァ（当初はコジェマが担当）は国防目的でのトリチウムの生産を請け負う。ここで製造されたトリチウムは核弾頭と熱核弾頭およびその研究に使用される。トリチウムは比較的短い半減期（約12年）のため、核兵器に使用されている分は定期的に交換する必要がある。

## MOX燃料製造
1995年以来、MOX燃料の一種であるMeloxの少量生産が始まる。また、使用済みプルトニウムの再利用のため使用済み核燃料はラ・アーグ再処理工場に送られ加工される。

## 事故
2011年9月12日に、セントラコで爆発が起きて炎上し、1人が死亡し、4人が負傷する事故が起こった。放射性物質の放出はないとされ、周辺に対し避難指示や外出規制も行われなかった。

## 歴代マルクール地区責任者
| 氏名                                                             | 在任期間          |
| ---------------------------------------------------------------- | ----------------- |
| フランス原子力庁担当                                             |                   |
| モーリス・ジェルヴェ・ド・ルーヴィル Maurice Gervais de Rouville | 1955 - 1968       |
| ミシェル・モルベール Michel Molbert                              | 1968 - 1973       |
| ジャン＝フランソワ・プティ Jean-François Petit                   | 1973 - 1975       |
| ミシェル・ジュレ Michel Gelée                                    | 1976.1 - 1981.3   |
| アントワーヌ・ジュディセリ Antoine Giudicelli                    | 1981.4 - 1985.4   |
| アルベール・トゥブール Albert Teboul                             | 1985.5 - 1991.3   |
| クロード・ヴェルニュ Claude Vergne                               | 1991.4 - 1995.3   |
| ミシェル・ルフェーブル Michel Lefèvre                            | 1995.4 - 1997.10  |
| ジャン＝イヴ・ギヤモー Jean-Yves Guillamot                       | 1997.11 - 2000.11 |
| ロベール・レス Robert Reisse                                     | 2000.12 - 2002.9  |
| ロイク・マルティン＝デディエ Loïc Martin-Deidier                 | 2000.10 - 2007.12 |
| クリスティアン・ボネ Christian Bonnet                            | 2008.1 -          |
| アレヴァ（旧コジェマ含む）担当                                   |                   |
| ジャック・ベロー Jacques Bellot                                  | 1976.1 - 1982.1   |
| モーリス・アレス Mauris Allès                                    | 1982.2 - 1987.6   |
| ジャン・シャルラド Jean Charlade                                 | 1987.6 - 1992.10  |
| ユーグ・ドロネー Hugues Delaunay                                 | 1992.10 - 1996.9  |
| モーリス・メラノ Maurice Mellano                                 | 1996.9 - 1997.12  |
| パトリック・サンドゥヴォワール Patrick Sandevoir                 | 1998.1 - 2000.8   |
| クロード・ベルラン Claude Berlan                                 | 2000.9 - 2004.12  |
| フレデリック・マス Frédéric Mas                                  | 2005.10 - 2010.7  |
| ドミニク・ギヨトー Dominique Guilloteau                          | 2010.7 -          |

## 外部サイト
- （フランス語） Bienvenue sur le site du CEA Marcoule
- （フランス語） Revue de presse sur le site de Marcoule
- （フランス語） La France nucléaire